# 111913 Davidgans
111913 Davidgans este un asteroid din centura principală de asteroizi.

## Descriere
111913 Davidgans este un asteroid din centura principală de asteroizi. A fost descoperit pe 1 aprilie 2002 la Observatorul Kleť, în cadrul proiectului KLENOT. Asteroidul prezintă o orbită caracterizată de o semiaxă mare de 3,08 ua, o excentricitate de 0,13 și o înclinație de 9,4° în raport cu ecliptica.